# Dash & Lily
Dash & Lily is een Amerikaanse romantische kerstserie gebaseerd op het boek Dash & Lily's Book of Dares van David Levithan en Rachel Cohn. De acht afleveringen werden op 10 november op Netflix uitgebracht. 

## Synopsis
In boekhandel Strand Bookstore ontdekt Dash, die Kerstmis haat, een rood boekje waarin enkele opdrachten staan die hij moet uitvoeren. Na de opdracht moet hij het achterlaten en zelf een opdracht verzinnen. Hij en Lily, een grote kerstfan, gaan helemaal op in het spel hoewel ze elkaar nog niet gezien hebben. Na verloop van tijd willen ze elkaar ontmoeten...

## Rolverdeling
| Acteur                  | Personage     |
| ----------------------- | ------------- |
| Austin Abrams           | Dash          |
| Midori Francis          | Lily          |
| Dante Brown             | Boomer        |
| Troy Iwata              | Langston      |
| Keana Marie             | Sofia         |
| Michael Cyril Creighton | Jeff the Elf  |
| Patrick Vaill           | Mark          |
| Agneeta Thacke          | Priya         |
| James Saito             | Arthur Mori   |
| Gideon Emery            | Adam          |
| Jennifer Ikeda          | Grace Mori    |
| Diego Guevara           | Benny         |
| Glenn McKuen            | Edgar Thibaud |
| Jodi Long               | Mrs. Basil E. |
| Michael Park            | Gordon        |